# Canuleius inermis
Canuleius inermis är en insektsart som beskrevs av Ludwig Redtenbacher 1906. Canuleius inermis ingår i släktet Canuleius och familjen Heteronemiidae. Inga underarter finns listade.